# Corgi Toys
Corgi Toys est une société créée en 1956 au Royaume-Uni, spécialisée dans la fabrication et la commercialisation de modèles réduits. Corgy Toys est rachetée par Mattel en 1989, puis par Zindart en 1999 qui adopte ensuite le nom Corgi International Limited en 2006. Corgi International Limited était cotée au NASDAQ sous le code CRGI.

## Histoire
La marque Corgi est créée par la société Mettoy (Metal Toy Company) de Philip Ullmann - basée à Northampton en Angleterre - qui fabrique des jouets en tôle emboutie depuis 1933. Le nom Corgi a été choisi en partie en référence aux chiens de la race du même nom. Les premiers modèles réduits de la marque sortis en 1956 sont des répliques des voitures anglaises de l'époque : Ford Consul, Austin Cambridge, Morris Cowley, Vauxhall Velox, Rover 90…Il s'agit de la première marque de miniatures de voitures à proposer des modèles avec des fenêtres en plastique. Le concept est développé par Marcel Van Cleemput et présenté au British Industries Fair l'année de son lancement. 
Les modèles réduits sont produits dans l'usine de Fforestfach, qui fait travailler jusqu'à 5 000 employés au plus haut de son histoire. Dans les années 1980, la demande baisse. Corgi est racheté par Mattel en 1989. La marque est relancée en 1995 suite à un rachat de l'entreprise par les cadres. En juillet 1999, Zindart International Limited, une société créée à Hong Kong en juillet 1977, achète Corgi Classics Limited. Sa production est délocalisée en Asie.
En décembre 2006, la société est renommée en Corgi International Limited. Elle revend alors sa division Zindart.
En décembre 2006, Corgi fusionne avec Master Replicas et est rachetée en mai 2008 par Hornby pour 7,6 millions de livres sterling. Le club officiel de collectionneurs compte alors 10 000 membres, essentiellement un public adulte que Hornby souhaite continuer à cibler.

## Modèles
Le modèle le plus populaire est la reproduction de l'Aston Martin DB5 de James Bond, lancé lors de la saison de Noël en 1965. Plus de 7 millions d'exemplaires (2018) ont été vendus depuis son lancement.

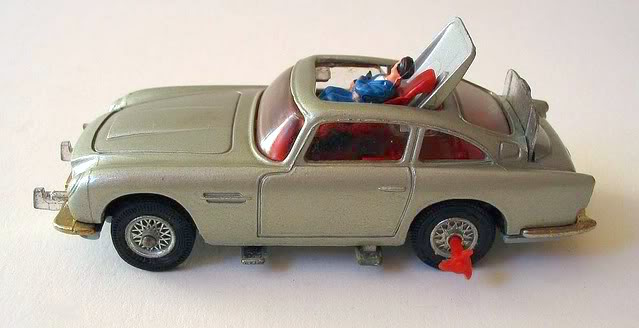
Aston Martin DB5 de James Bond, 1964.
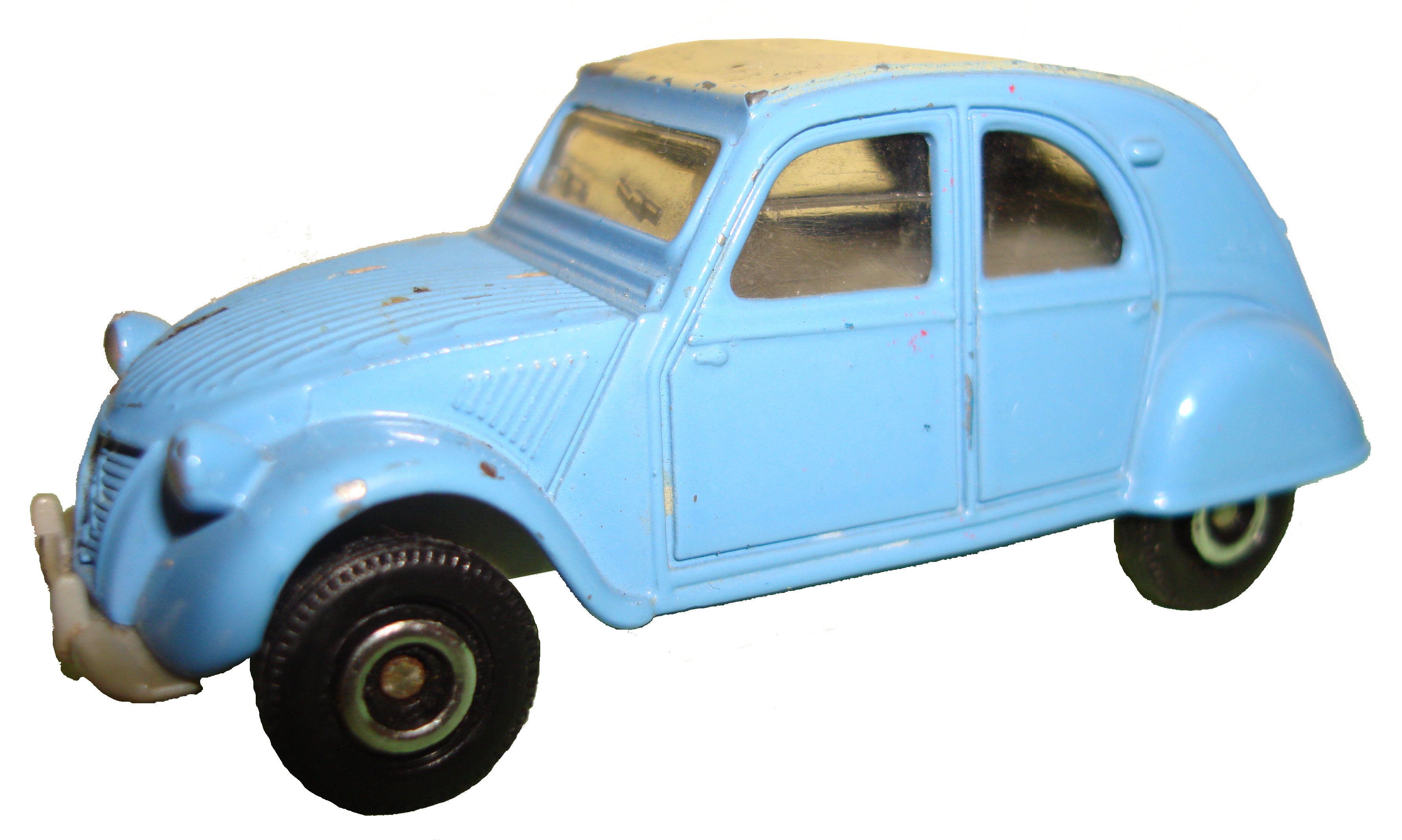
Citroën 2 CV Corgi.
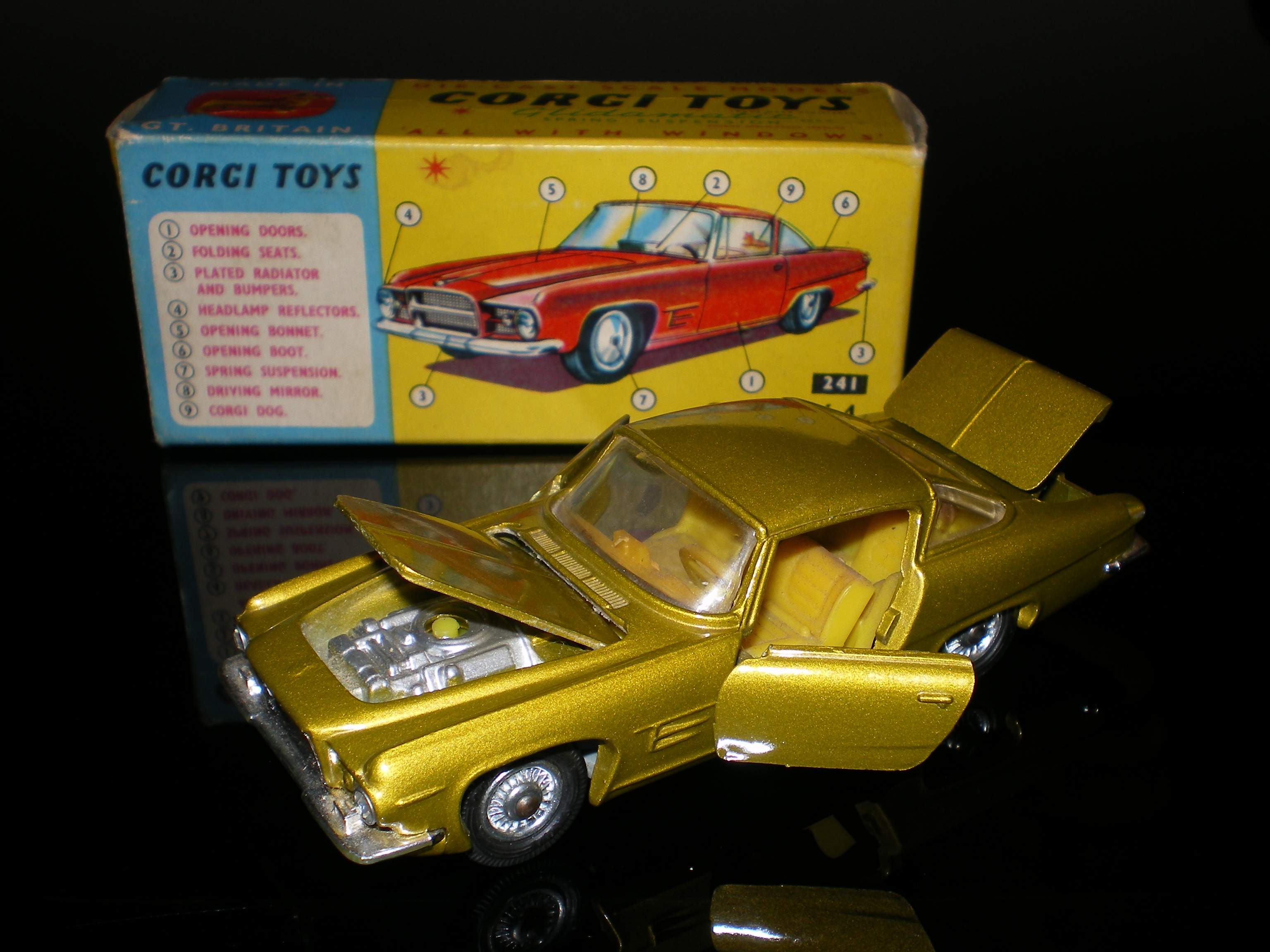
Chrysler Dual Ghia L6.4 Hardtop.
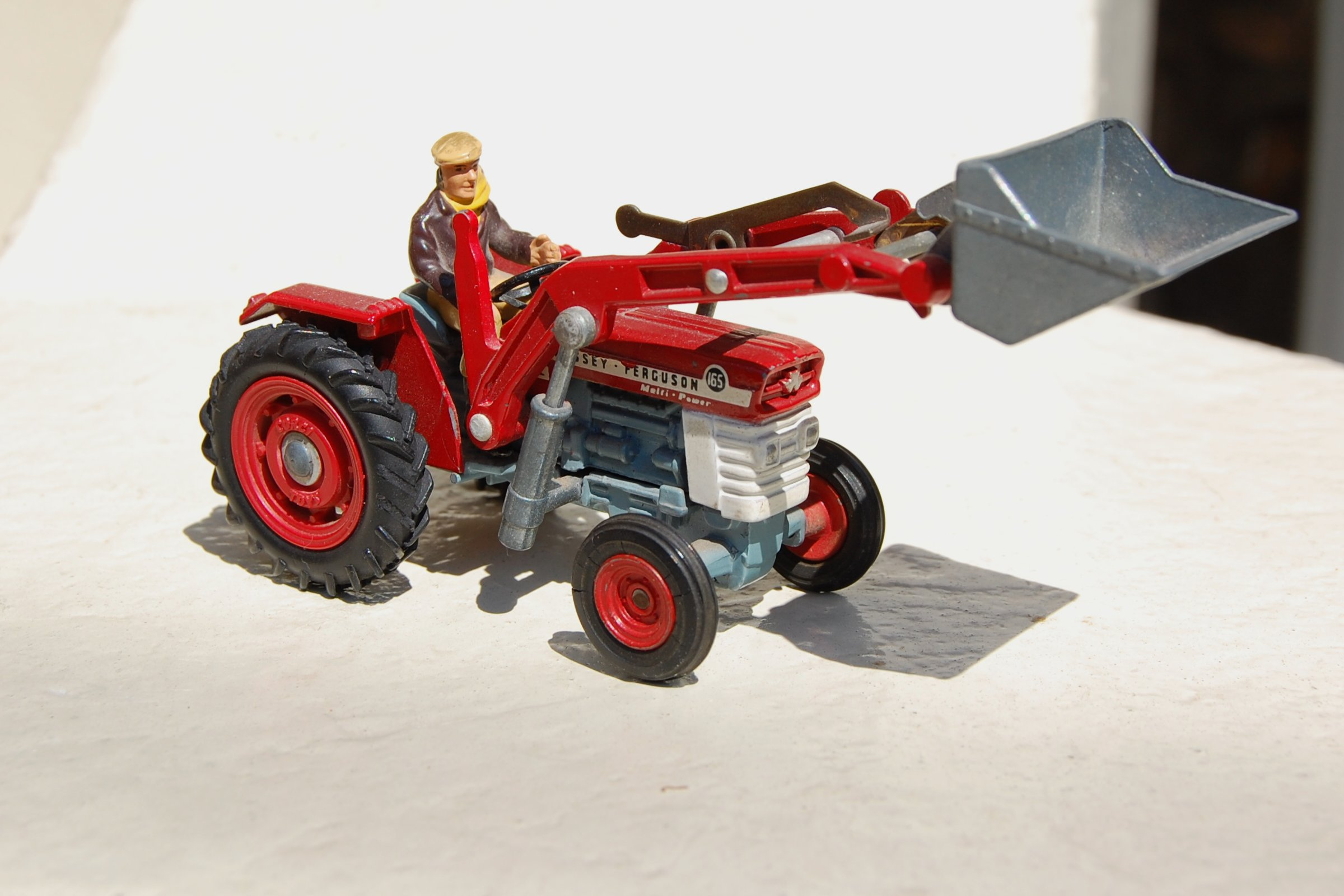
Tracteur Massey Fergusson 165.